# دایره سنگی بوسکندان
دایره سنگی بوسکندان (به انگلیسی: Boskednan) یک دایره سنگی ماقبل تاریخ نیمه بازسازی شده در نزدیکی روستای بوسکندان است از توابع کورنوال، حدود 4 مایل (6 کیلومتری)
شمال غربی شهر پنزاس در کورنوال، انگلستان است. این بنای بزرگ و عظیم‌الجثهدر میانه مردم محلی به نام ۹ سنگ بوسکندان شناخته می‌شود، گرچه در ساختار اصلی ممکن است حدود ۲۲ متر قائم در اطراف محیط ۶۹ متری آن وجود داشته باشد.

## محل
این دایره سنگی در جنوب غربی کورن وال در شمال جاده مادرون به موراه قراردارد و تقریباً در ۱ کیلومتری شمال غربی روستای بوسکندان است و با پای پیاده می‌توان به آنجا رسید. سنگهای معمایی Mên-an-Tol (که ممکن است از بقایای یک دایره سنگ نیز باشند) کمتر از ۱ کیلومتر با جنوب غربی این حلقه فاصله دارند.

## تاریخچه
دایره سنگی‌های مانندبوسکندان، در اواخر دوره نوسنگی یا اوایل عصر مفرغ ساخته شد.
اولین اشاره به دایره سنگ‌ها در دوران مدرن، در سال ۱۷۵۴، در اثر آثار باستانی شهرستان کرنوال توسط ویلیام بورلاز، که ۱۹ سنگ ایستاده را گزارش کرده‌است، یافت می‌شود.

## جستارها
فهرست دایره سنگی
دایره سنگی پورلاک
دایره‌های سنگی
دایره سنگی بوسکاوین ( اون )